# 대한민국 민법 제255조
대한민국 민법 제255조는 문화재의 국유에 대한 민법 물권법 조문이다.

## 조문
제255조(문화재의 국유) ① 학술, 기예 또는 고고의 중요한 재료가 되는 물건에 대하여는 제252조제1항 및 전2조의 규정에 의하지 아니하고 국유로 한다.
②전항의 경우에 습득자, 발견자 및 매장물이 발견된 토지 기타 물건의 소유자는 국가에 대하여 적당한 보상을 청구할 수 있다.

第255條(文化財의 國有) ① 學術, 技藝 또는 考古의 重要한 材料가 되는 物件에 對하여는 第252條第1項 및 前2條의 規定에 依하지 아니하고 國有로 한다.
②前項의 境遇에 拾得者, 發見者 및 埋藏物이 發見된 土地 其他 物件의 所有者는 國家에 對하여 適當한 報償을 請求할 수 있다.

## 참고 문헌
- 오현수, 일본민법, 진원사, 2014. ISBN 978-89-6346-345-2
- 오세경, 대법전, 법전출판사, 2014 ISBN 978-89-262-1027-7
- 이준현, LOGOS 민법 조문판례집, 미래가치, 2015. ISBN 979-1-155-02086-9

## 같이 보기
- 소멸시효